# مكياج مسرحي

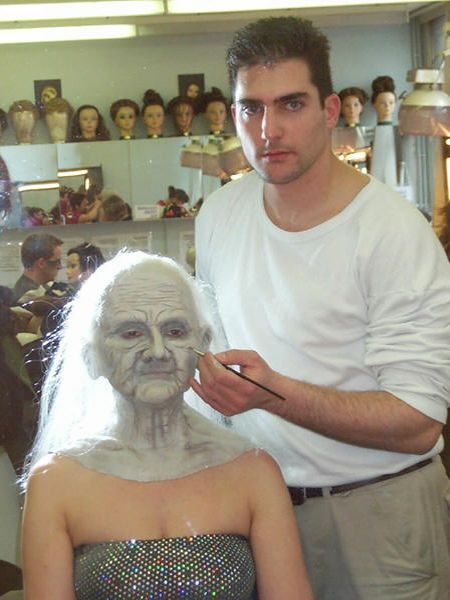

المكياج المسرحي  هو المستحضرات التجميلية تستخدم للمساعدة في اعطاء مظهر للشخصيات التي يصورها الممثلين أثناء العرض المسرحي.

## تاريخ
```
في عصر المسرح اليوناني والروماني، كان المكياج غير ضروري. ارتدى الممثلون أقنعة مختلفة مما ساعدهم بتصوير جنس
أو عمر آخر أو تشابه مختلف تمامًا. يعتبر ثيسبيس (Thespis)من اوائل الذين استخدموا الرصاص الأبيض والنبيذ للرسم على وجهه.غير الممثلون مظاهرهم من خلال الرسم على وجوههم بلون مختلف في أوروبا في العصور الوسطى. في حين الفنانون الذين لعبوا دور الله رسموا وجوههم باللون الأزرق الذهبي والممثلون اللذين لعبوا دور الملائكة رسموا وجوههم باللون الأبيض والشياطين باللون الأحمر. في خلال 
عصر النهضة
، كان الممثلين مبتكرين وواسعين الحيلة عند تغيير وجووههم. استخدموا صوف الحملان كلحى مستعارة والدقيق كدهان للوجه.
```

التقدم في تكنولوجيا الإضاءة مرحلة لازمة لتطور مرحلة المكياج ولتطوير ما بعد اللون الواحد على كل الوجه إلى حرفة متعددة الأبعاد. في الأصل، تم استخدام الشموع وزيوت المصابيح في المسارح. هذان المصدران للضوء كانا خافتان مما يظهر المكياج غير متقن وغير واقعي. وبمجرد إدخال الإضاءة الغازية والأضواء الساطعة والضوء الكهربائي إلى المسارح، ظهرت الحاجة إلى مواد جديدة للمكياج وتقنيات تطبيقية أكثر مهارة. في عام 1873، بدأ لودفيج لايشنر، مغني الأوبرا فيغينيري، بإنتاج الوان زيتيه غير سامه لتسهيل عملية وضع المكياج.

## الإضاءة والظل
يمكن تغيير الشكل الخارجي لوجه الممثل من خلال استخدام المكياج، وتحديدًا الإضاءة والتظليل. عن طريق تسليط الضوء على عظام الوجه البارزة، فتصبح السمات واضحة؛ يمكن تظليل التجاويف لإضافة عمق مثل تدلي الخدين وتجاعيد الجبين وانتفاخات العين والأوردة البارزة عن طريق التلاعب بالإضاءة والظلال. الإضاءة هي اساس المكياج وتوضع على الأقل درجتين أفتح من الأساس. يتم وضعه على عظمة الأنف وعظام الخد والمناطق تحت العينين وأسفل الحواجب. عند استخدام لونين من ظلال أغمق من الاساس يوفر العمق والتحديد. يستخدم هذا العمق بشكل شائع في تجويف العين، لتنحيف جوانب الأنف لتحديد الخدين وتصغير الدقن.

## المكياج والإضاءة
تتحكم الإضاءة بالمكياج بدرجة عالية. يمكن أن يفقد المكياج فعاليته بسبب إضاءة المسرح الغير صحيحة. وعلى العكس، يمكن للإضاءة الصحيحة أن تساعد بشكل كبير في فن المكياج. يعد الإتصال الوثيق بين فني الإضاءة وخبير المكياج أمرًا حاسمًا لتحقيق أفضل تأثير ممكن. إن فهم تأثير الضوء على المكياج والعديد من الظلال والأصباغ أمر مهم عند إعداد المكياج. ما يلي هي إحدى القواعد الأساسية للضوء: لا يوجد شيء له لون حتى ينعكس الضوء منه؛ يظهر جسم أسود عند امتصاص كل الضوء؛ يظهر جسم أبيض عندما ينعكس كل الضوء. إذا تم امتصاص بعض الأشعة وتم عكس البعض الآخر، فإن الأشعة المنعكسة تحدد اللون.

## تأثير الضوء على المكياج
- •	اللون الوردي يحول الألوان الباردة للرمادي ويقوي من حدة الألوان الدافئة، في حين يصبح اللون الأصفر برتقاليًا أكثر.
- •	اللحمي الوردي يجمل معظم المكياج.
- •	الأحمر الصارخ يفسد المكياج. كل درجات اللحمي الداكنة تختفي تقريبا. يختفي الأحمر الخفيف والمتوسط في الأساس، في حين تتحول الحواف الحمراء الداكنة إلى اللون البني المحمر. يصبح اللون الأصفر برتقاليًا، وتصبح ألوان التظليل الباردة ظلالًا رمادية وسوداء.
- •	اللون المشمشي يجذب لأنه يبرز الاوان الوردية الدافئة والدرجات اللحمية في المكياج.
- •	المشمشي والبرتقالي يزيد من حدة معظم الالوان اللحمية ويصفرها. يحول هذين اللونين الاحمر إلى برتقالياً أكثر، والألوان الدافئة تصبح رماديه.
- •	الأخضر يحول كل درجات البشرة واللون الأحمر للرمادي بما يتناسب مع شدته. سيزيد من حدة الاخضر. الأصفر والأزرق سوف يصبحون أكثر خضرة.
- •	الأزرق والأخضر الفاتح يقلل من حدة الألوان الأساسية. يجب على المرء عموما استخدام القليل جداً من الاحمر تحت هذا النوع من الضوء.
- •	يمحي اللون الأخضر والأزرق درجات اللحمي الباهتة، والرمادي سوف يكسب درجات اللحمي المتوسطة والعميقة، بالإضافة إلى كل الألوان الحمراء.
- •	الزُرق الرمادي معظم درجات اللحمي وتؤدي إلى ظهور المزيد من الأحمر أو الأرجواني.
- •	البنفسجي يسبب ظهور اللون البرتقالي، واللون الناري، والقرمزي ليصبح أكثر احمرارا. ويظهر الأحمر أكثر حدة.
- •	ويؤثر اللون الأرجواني على المكياج مثل الإضاءة البنفسجية، إلا أن اللون الأحمر والبرتقالي سيكون أكثر حدة، وستظهر معظم الألوان الزرقاء إلى بنفسجية.

## المكياج الطبيعي
المكياج الطبيعي هو نوع من المكياج الذي يوفر وهج طبيعي ونظيف وصحي

### البشرة
إذا كانت بشرة المؤدي مشدودة تمامًا، يتوزع المكياج بسلاسة ويوضع بسهولة. يتم التعامل مع الجلد الجاف أو البشرة الدهنية من قبل وضع المكياج. وإلا سوف يظهر المكياج مبقع أو ملطخ بسبب الاختلافات في الامتصاص. يستخدم المؤدون ذوي البشرة الجافة مرطب يومي وبعد أن يتم تنظيف وجوههم بعد الأداء. يستخدم ذوي البشرة الدهنية منهم منديل ملطف للبشرة أو مستحضر لإزالة الزيت والسماح بالتطبيق السلس.
تحتوي البشرة على أربع درجات أساسية: البنية والفاتحة والوردية والخمرية. يستعمل الأفراد ذوي ألوان البشرة الفاتحة والورديّة والخمرية الأساس الخمري أو البيج أو اساس التسمير. خبير المكياج والمؤدون يختارون الظلال المتوافقة مع لون البشرة الطبيعي، ولكن الاساس يكون من درجة واحدة إلى عدة تدرجات أغمق. يستخدم المؤدون ذوي البشرة الغامقة أو الورديّة ألوانًا أساسية مع درجات باردة. ستحدد صنف وحجم المسرح وحدة الضوء على عمق درجة الأساس
يتم وضع طبقة رقيقة من أساس المكياج على الرقبة والأذنين والوجه بإستخدام إسفنجة أو أصابع مطاطية بيضاء. يبدو أن وضع كمية ثقيلة من الاساس قد أصبح قديمًا ومخيفاً

### احمر الخدين
يتم تعزيز البشرة الفاتحة بظلال ناعم من الخوخ والوردي، في حين تكون البشرة البنية أفضل مع الظلال المرجانية. يتم الترطيب قبل وضع مسحوق البودرة. ويستخدم أحمر الخدين الجاف لتشديد من مساحيق المكياج

### العينين
العينين والحواجب هي أعظم أداة تواصل في جاذبية الممثل. وهما أكثر ميزة تعبيرية على الوجه

### ظلال العيون
يتم وضع الظلال الزيتية على الجفون ويتم مزجها بإتجاه عظمة الحاجب قبل وضع المسحوق. يستخدم ظل العين الجاف وحده أو لزيادة الحدة ولتعديل الألوان تحتها. يعمل ظلال العيون الداكنة أو المواد الزيتية على تعميق تجويف العين، مما يخلق تأثيرًا يشبه الجمجمة. ظلال اللون البني والرمادي هما الأفضل للأشخاص ذوي البشرة الفاتحة. يستخدم الأشخاص ذوي البشرة البنية ظلالًا أخف مثل ألوان التوست أو الفطر أو الأصفر الناعم

### كحلالعين
يستخدم الكحل السائل، كحل الكعكة (الجاف)، أو قلم الحواجب لتوضيح وتحديد العيون. هناك طريقتان لرسم الجفن العلوي للعين: عين البومة أو العين اللوزية. تستخدم عين البومة لتوسيع العين وتشمل على استخدام خط أثقل في وسط الجفن. يتم رسم العين على شكل اللوز من خلال توسيع خط خارج الجزء الخارجي للعين. يتم رسم الخط السفلي بإستخدام نفس الأداة المستخدمة في الجفن العلوي. يبدأ الخط ربع بوصة من الزاوية الداخلية للعين. هذه المساحة الإضافية لازمه لتوسيع العين

### الرموش
تستخدم المسكرة لإضافة مزيد من الإنتباه إلى العينين. الماسكارا السوداء هي الأكثر شعبية والأكثر شيوعا بين النساء ذوات البشرة الفاتحة والبنية. هناك عدد قليل جداً من الرجال يستخدم المسكرة البنية.تكون الرموش السفلية مطليه بالمسكرة ولتجنب استخدام الرموش الصناعية، يتم استخدام خطوات من طبقات المسحوق (البودرة) والمسكرة لتوفير سماكة أكبر

### المسحوق (البودرة)
وهناك حاجة إلى كمية سخية من المسحوق للحد من اللمعان الغير مرغوب فيه. إذا كان ماكياج المؤدي غير كافي، فسوف تبرز زيوته الجلدية بسرعة، مما ينتج لمعانًا وربما قد يسيل. بعد وضع المسحوق على الوجه بالكامل، بدءًا من العينين وحولها، يتم ضغطه برفق لمدة ثلاثين ثانية. ينفر الزائد بفرشاة ناعمة كبيرة أو قطعة قطن. يتم مسح الإسفنج الطبيعي أو القطن الطبيعي بشكل خفيف على الوجه لضبط المكياج ولإزالة أي مسحوق واضح وللقضاء على الشعور القاتم
تستخدم المساحيق شبه الشفافة (البودرة الحرة) للحصول على بشرة ناعمة لأنها لا تغير اللون الأصلي للأساس، أو تحت الشفتين أو ظل العيون الرطب. يتم ضبط البشرة البنية مع ملون متوافق مع اللون الأساسي. يتم استخدامه باعتدال على تحت الشفتين وظل العينين الرطب. بعد وضع المسحوق، تضاف ظلال العيون الجافة والشفتين الجافة

### الشفتين
على الرغم من أن العينين هما أكثر ملامح الوجه تعبيراً، إلا أن عيون المشاهدين وآذانهم تتبع حركات الفم لفهم تعابير المؤدي. إذا كانت شفاه فنان الأداء أقل من طاقتها أو تجاوزتها، فإنها ستقلل من المؤدي والأداء. القاعدة العامة هي: كلما كان الفم أكبر، كلما كانت درجة لون أحمر الشفاه أعمق. ومع ذلك، يجب أن لا يظهر الممثل 'كل الفم
تستخدم البشرة الفاتحة ظلال من أحمر الشفاه مثل اللون الوردي والمرجاني. يتم تعزيز البشرة البنية بواسطة الظلال المرجانية والبرتقالية. يتم حفظ أحمر الشفاه الأحمر للمسارح الكبيرة وتصوير الشخصيات. يستخدم القلم الأحمر أو البني لتحقيق تحديد للشفتين. يمكن بأن يبدو أحمر الشفاه على الرجال وكأنه دمية. يستخدمون الرجال أحمر الشفاه ذو اللون الطبيعي ويوضع بشكل خفيف

## التعليم / التدريب
نظرًا لأن الممثلين المسرحيين ينظر إليهم من مسافة ابعد عن الممثلين على الشاشة، فمن الأهمية أن يكون مكياجهم أكثر دراماتيكية ومهنية. لدى العديد من مؤسسات التعليم العالي أقسام للدراما حيث يتم تدريس جميع جوانب المسرح، بما في ذلك فن المكياج المسرحي. كما تقدم بعض الوكالات المستقلة دروسًا في المكياج المسرحي، كما تتوفر دورات عبر الإنترنت.من خلال التدريب يتعلم خبيرين المكياج تقنيات مهمة مثل التنسيق بين اليد والعين، والقدرة على رسم الخطوط المستقيمة والأشكال المتناسقة والإبداع، والتبرج الرائع والعادات الصحية الشخصية، الخ. العديد من خبراء المكياج المتخصصين في المكياج المسرحي ينشئون ملفات لعرضها لعملائهم واصحاب العمل. ويعمل الكثيرون منهم كفنانين متخصصين في المكياج أو يعملون في ماركات مستحضرات التجميل في المتاجر الكبرى

## جائزة مكياج مسرحي
يعد المكياج المسرحي بأهمية ومكانة باقي العمليات والعناصر المسرحية الأخرى كالتأليف والإخراج المسرحي والتمثيل المسرحي وكذلك الإضاءة والأزياء المسرحية والموسيقى المسرحية، لذلك تذهب بعض المهرجانات المسرحية إلى منح جائزة المكياج المسرحي ضمن جوائز لجان التحكيم لديها مثل مهرجان أيام الشارقة المسرحية الذي تنظمه دائرة الثقافة والإعلام في الشارقة - الإمارات، الذي انطلقت الدورة الأولى في 10 مارس 1984 وتمنح جائزة المكياج المسرحي للمسرحية التي تقدم أفضل مكياج حسب شروط وتقييم لجنة التحكيم، أو تقام ورش عمل مكياج مسرحي مثل تلك التي تقام على هامش المهرجانات المسرحية كالمهرجان القومي للمسرح المصري.